# Distretto di Pajarillo
Il distretto di Pajarillo è uno dei cinque distretti  della provincia di Mariscal Cáceres, in Perù. Si trova nella regione di San Martín e si estende su una superficie di 244,03 chilometri quadrati.

Istituito il 15 dicembre 1961, ha per capitale la città di Pajarillo; al censimento 2005 contava 5.072 abitanti.